# شمس الدين محمد بن المقدم
شمس الدين محمد بن المقدم و يُعرف بـ ابن المُقَدَّم كان قائداً عسكرياً في خدمة نور الدين، الحاكم الزنكي لسوريا والعراق، ثم صلاح الدين، الحاكم الأيوبي لمصر وسوريا والعراق.

## سيرته
عندما توفي نور الدين عام 1174، ظهر ابن المقدم على رأس مجموعة قوية من القادة العسكريين وكبار المسؤولين الذين أرادوا تولي السلطة في دمشق. لكنهم لم يتمكنوا من منع منافسهم الخصي جوموشكين من تولي الوصاية على ابن نور الدين البالغ من العمر 11 عامًا ووريثه، الصالح إسماعيل، الذي انتقل بإدارته من دمشق إلى حلب.
بعد أن تحالف جوموشكين مع سيف الدين غازي الثاني ابن شقيق نور الدين ضد ابن المقدم، اتصل بصلاح الدين للحصول على المساعدة وسمح له بالاستيلاء على دمشق بسلام. ثم منحه صلاح الدين قطاع بعلبك. عندما طلب شقيق صلاح الدين، توران شاه، من صلاح الدين بعلبك في عام 1179، عرض صلاح الدين على ابن المقدم أن يستبدل بعلبك بإقطاع أكبر، لكن ابن المقدم رفض. قام بعدها صلاح الدين بمحاصرة بعلبك فاضطر ابن المقدم على تسليمها مقابل بعرين وكفرطاب و مجموعة من القرى الأصغر.
أثناء الحج أصيب في عينيه خلال اشتباك بين حجاج سوريين وعراقيين في خيمة قائد حجاج العراق في جبل عرفة وتوفي هناك في 9 فبراير 1188.